# Furosina

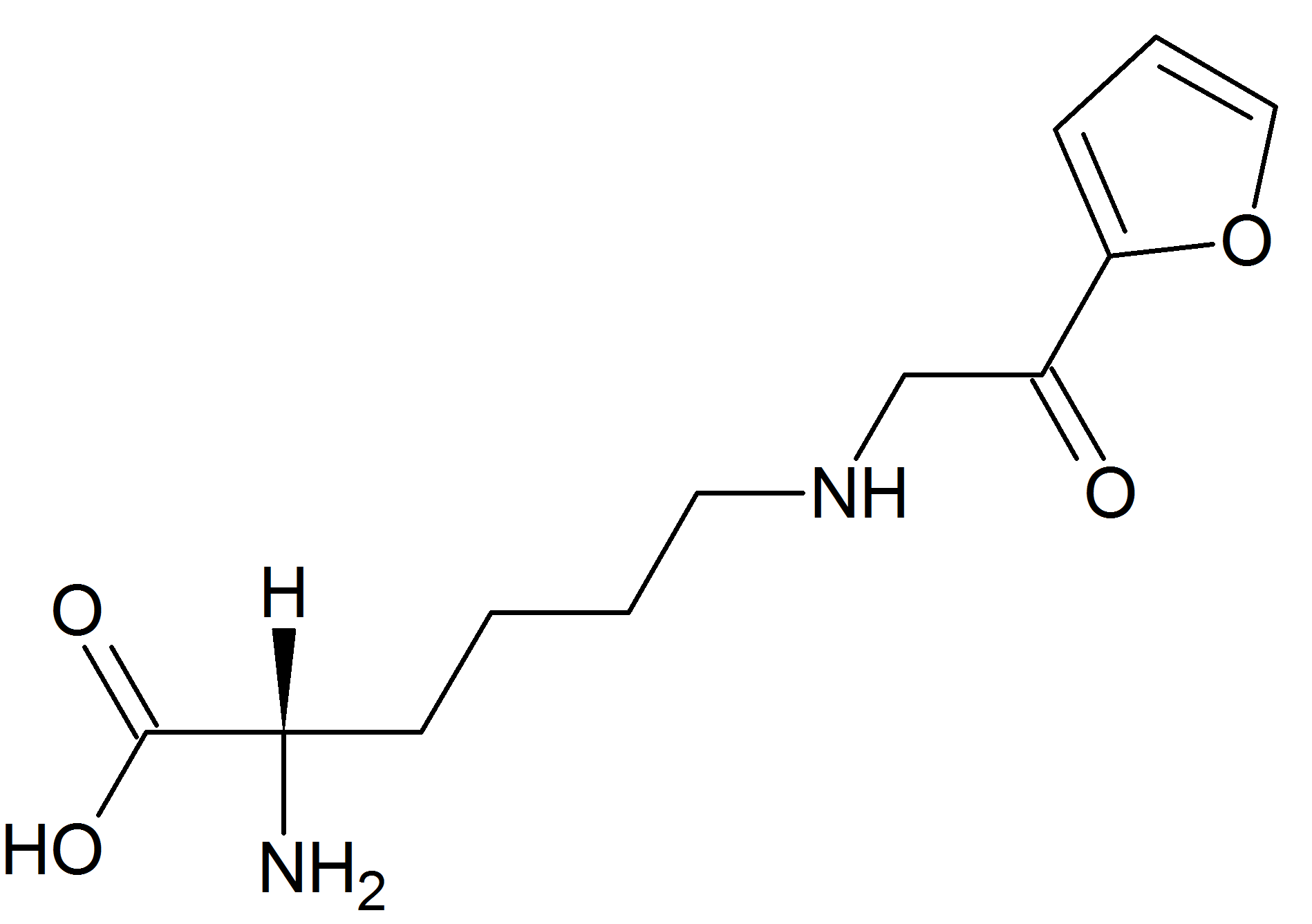
Struttura chimica furosina

La furosina (o ε-furoilmetil-lisina) è una molecola non naturale che appartiene a molecole glicate denominate AGE's (Advanced Glycation Endproducts). È un composto che non è presente negli alimenti in quanto è un artefatto analitico utilizzato per risalire alla quantificazione del composto di Amadori (caratterizzante la prima fase della reazione di Maillard). Pertanto, determinare la tossicità della furosina su sistemi in vitro e su animali ha valenza puramente teorica ma non reale in quanto, come tale, la furosina non viene ingerita attraverso gli alimenti.
La Reazione di Maillard (RM), detta anche reazione di imbrunimento non enzimatico, si instaura durante i processi di trattamento termico e di conservazione degli alimenti in presenza di zuccheri riducenti e amminoacidi/proteine con gruppi amminici disponibili che reagendo fra loro formano, come primo composto stabile della reazione, il composto di Amadori che, nel caso dell’amminoacido essenziale lisina, è la ε -fruttosil-lisina (Ruan et al. 2018).
Tutti i trattamenti termici a temperature elevate (in ambito sia industriale che domestico, compresi i processi di concentrazione ed essiccazione) favoriscono quindi, sebbene in misura variabile, la reazione di Maillard negli alimenti che contengano zuccheri riducenti e amminoacidi con gruppi amminici disponibili (es. la lisina).
Poiché una rilevazione del composto di Amadori tal quale è difficile, lo si quantifica indirettamente grazie ad una reazione di idrolisi acida che porta alla formazione di furosina: il campione di alimento viene sottoposto a condizioni analitiche di idrolisi drastiche che prevedono il trattamento con acido cloridrico 8N a 110°C per 23 ore (non riscontrabili nel sistema digestivo umano). Dai valori di furosina riscontrati a seguito dell’applicazione delle suddette condizioni analitiche si risale mediante un algoritmo al grado di intensità della RM (quantificazione del composto di Amadori) e alla percentuale di lisina non più biodisponibile in quanto coinvolta nella reazione stessa (Erbersdobler & Somoza 2007).
La furosina rappresenta, di fatto, un indicatore degli effetti dei trattamenti termici subiti dagli alimenti (es. dal latte) durante la produzione e la preparazione e in particolare è un indicatore della prima fase della RM. Per la fase intermedia e la fase avanzata della RM devono essere utilizzati altri marcatori (quali idrossimetilfurfurale, maltulosio, pirralina, glucosil-isomaltolo); infatti in caso di trattamenti termici drastici e prolungati la RM potrebbe essere spostata completamente verso le fasi successive (intermedia e avanzata) con scomparsa/riduzione del composto di Amadori (e di conseguenza della furosina come artefatto analitico dello stesso composto di Amadori).
L’Autorità Europea per la sicurezza alimentare (EFSA) non ha a tutt’oggi ritenuto di formulare alcuna raccomandazione in merito a questo composto.

## Fonti alimentari
Non è presente negli alimenti in quanto è un artefatto analitico ed è un indicatore dei trattamenti termici subiti dal latte, e da moltissimi altri prodotti industriali, durante la trasformazione in prodotto finito. 

## Limitazioni legali
La legge italiana fissa in 8,6 mg/100 g di proteine il limite di furosina presente nel latte crudo e pastorizzato, ed in 12 mg/100 g di proteine il limite per i formaggi freschi a pasta filata, nella convinzione che il rispetto di questi limiti scoraggi l'aggiunta di latte in polvere ad entrambi i prodotti.
Nella realtà questa limitazione (applicata soltanto nella giurisdizione italiana, in quanto diversi paesi comunitari ammettono l'impiego di latte in polvere al latte destinato alla produzioni di prodotti lattiero-caseari) non trova più alcun fondamento commerciale, in quanto il costo stesso del latte in polvere lo rende antieconomico.
Di contro, nonostante la piena legalità della standardizzazione del contenuto proteico del latte mediante l'impiego di proteine del latte (merceologicamente diverse rispetto al latte in polvere) si viene a colpire il produttore che ne fa ricorso per ragioni tecnologiche in quanto anche queste ultime possono contribuire all'innalzamento del contenuto di furosina.
Per non parlare poi di tutti i casi in cui lo stabilimento produttivo applica condizioni di pastorizzazione, trattamenti termici e di filatura tali da innalzare oltre la soglia di legge il contenuto di furosina: è infatti facile a seconda della conformazione impiantistica, delle caratteristiche delle materie prime e delle tecnologie utilizzate rischiare di essere denunciati per eccesso di furosina lavorando nel rispetto della legge e anche senza aver aggiunto nulla al latte.
Il metodo analitico ufficiale italiano della furosina riportato in Gazzetta Ufficiale risulta inoltre piuttosto complesso necessitando di un sistema HPLC resistente all'attacco acido della fase mobile, di una colonna in fase inversa specificatamente preparata e trattata oltre che di un assolutamente perfetto svolgimento dell'intera procedura di analisi, in relazione al tracciato cromatografico, alla separazione dei picchi e alla disponibilità di materiale di riferimento e di taratura. 
Ad un laboratorio che non partecipi a circuiti nazionali o internazionali di analisi sotto un costante e continuo controllo dell'intera procedura analitica risulta quindi estremamente difficile la ripetibilità della analisi.
Nonostante poi una procedura sotto controllo, esistono ricercatori aderenti a circuiti di analisi certificati che hanno posto in evidenza in modo scientifico ed oggettivo l'incertezza del metodo ufficiale di determinazione della furosina.